# Macrostylis latifrons
Macrostylis latifrons är en kräftdjursart som beskrevs av Frank Evers Beddard 1886. Macrostylis latifrons ingår i släktet Macrostylis och familjen Macrostylidae. Inga underarter finns listade i Catalogue of Life.